# Chiesa dell'Annunciazione (Cerete)
La cappella dell'Annunciata è un luogo di culto cattolico di Cerete Alto, frazione di Cerete in provincia di Bergamo, facente parte del vicariato di Clusone-Ponte Nossa. La cappella fu edificata per volontà dei nobili Marinoni e conserva affreschi cinquecenteschi a testimonianza della cultura artistica del territorio dell'alta val Seriana.

## Storia
Il nobile “Giovanni fu Fedrignino” il 20 giugno 1483 impose ai suoi eredi, con atto testamentario, di erigere una cappella nella contrada detta Rovario che sarebbe stata incorporata nella quattrocentesca chiesa dei Santi Filippo e Giacomo e posta sul lato superiore, verrà poi distrutta nel 1725 per l'edificazione di un nuovo edificio di culto.
(Testamento di Giovanni fu Fedrignino, notaio Pederzolo Caccimali)

Il personaggio era discendente dell'omonimo Giovanni indicato come barone nel 1406, e come lui persona con un certo potere economico e predisposto a compiere azioni di carità. Il testamento impose che la cappella fosse dedicata alla Vergine Annunciata con tre sepolture destinate alla famiglia.
(Atto testamentoario di Giovanni fu Fedrignino)
Questo avrebbe permesso ai suoi eredi di aver il diritto alla sepoltura nell'aula della chiesa. L'atto testamentario indicava anche il diritto degli eredi di godere il giuspatronato sulla chiesa in infinitum. 
La chiesa però non fu edificata subito perché l'autorizzazione fu rilasciata dal vescovo Lorenzo Gabriel solo l'8 febbraio 1503 a Gasparino per tutti gli eredi di Giovanni. Nel 1412 si ritiene che la costruzione fu terminata come inciso sull'arco esterno con la scritta ingressu e realizzata con materiale locale. La chiesa fu visitata nel 1534 dal vescovo Pietro Lippomano, e la relazione indica la chiesa intitolata all'Annunciazione per volere di Giovanni fu Fedreghino Marinoni di Cerete, e che risulta essere ben conservata e ben decorata.
La relazione della visita pastorale di san Carlo Borromeo arcivescovo di Milano, del luglio 1575, permette una ricostruzione di come si presentava originariamente. L'altare maggiore dedicato alla Madonna era ornato da una icona satis pulchra, la chiesa era sollevata da due gradini e posta sulla parete a est. Vi era un ulteriore altare con il iuspatronato della famiglia di Fedrighinis de Marinonibus. Il clero era retto dal sacerdote Gio Giacomo Fogari di Albino autorizzato dalla curia di Bergamo a reggerla con la parrocchiale. Secondo il cardinale Borromeo la cappella era talmente bella da essere degna di ospitare il Santissimo Sacramento che era invece conservato nell'altare maggiore della parrocchiale che con il nuovo sviluppo si trovava verso l'uscita, divenne quindi l'altare maggiore della chiesa.
La cappella era completa dalla parte dedicata alla sepoltura divisa in tre parti, una dedicata agli uomini, una alle donne e una per i bambini. Alcuni membri della famiglia lasciarono proprio nelle volontà testamentarie il desiderio di essere posti nella tomba di famiglia.
Nel Settecento la comunità espresse la necessità di erigere una nuova chiesa, di cui la posa della prima pietra fu benedetta dal cardinale Pietro Priuli il 22 luglio 1711. I costi di costruzione, erano però eccessivi per la piccola comunità, i fabbriceri decisero quindi di usare i materiali dell'antica chiesa. Imposero quindi ai Marinoni di chiudere la loco privata cappella. Iniziò così un lento recupero dai materiali iniziando dai coppi del tetto dell'antica sagrestia con delibera del 10 giugno 1725, probabilmente del medesimo tempo risale la chiusura della cappella dell'Annunciata.
Il giuspatronato passò tra gli eredi della famiglia Marinoni fino al 1870 quando divenne bene dello stato. Questi mise la cappella all'asta e venne acquistata dalla fabbriceria della parrocchia dei Santi Filippo e Giacomo. Iniziò però un periodo di degrado. fino al risanamento intrapreso nel XX secolo con il contributo della regione, lavori di restauro iniziati nel 1983 che ridiedero valore agli antichi affreschi.

## Descrizione

### Esterno
La cappella è anticipata dal sagrato che era l'aula dell'antica chiesa. 

La chiesa è composta da due locali. L'aula principale a pianta quadrata e la sagrestia rettangolare posta leggermente soprelevata illuminata da due aperture, una di queste è stata riaperta nei restauri del Novecento. La chiesa presenta sulla facciata re finestre due rettangolari e una lunettata. Originariamente però, poiché era inserita come cappella nell'antica chiesa, aveva come apertura l'unico arco, le due altre sono state successivamente. Originariamente i due locali non erano comunicanti. I due vani hanno copertura con volte a crociera.
La facciata presenta affreschi realizzati tra il Quattrocento e il Cinquecento. L'arco a sesto acuto indica quale era l'apertura originaria chiusa quando fu demolita l'antica chiesa parrocchiale dove vi è la scritta M/SUS/M/ /A N/INGRESSU /AD/DXII/AVE/GRATIA/PLENA DOMINUS/TECUM. Ai lati vi è la raffigurazione di un vescovo con campanello identificato in san Bernardino di Siena. Il dipinto dell'Annunciazione è posto sulla cuspide e nella parte superiore Dio benedicente. Un polittico è posto a destra raffigurante san Rocco san Sebastiano, santa Caterina d'Alessandria e altri santi non identificati. Le figure sono poste in nicchie separate da colonnine.

### Interno

#### Affreschi
L'aula presenta affreschi del XV e XVI secolo che furono oggetto di recupero durante il restauro del Novecento. 
parete a ovestpresenta disposti su due ordini un ciclo di storie : nella parte superiore partendo da sinistra la Nascita della Vergine, la Presentazione al tempio, lo Sposalizio con san Giuseppe; nell'ordine inferiore la Natività di Gesù, san Filippo.
Nella parete a estAdorazione dei Magi; nell'ordine inferiore San Giacomo minore, San Narno, Morte di Maria.
Parete a sudnell'ordine superiore: Madonna, sant'Anna, Bambino Gesù. Nell'ordine inferiore Madonna con gli apostoli, Assunzione di Maria al cielo. Nell'ordine inferiore San Pietro, San Paolo, due candelabri dividevano il ciclo dalla pala d'altare raffigurante l'Assunzione indicata presente fino alla metà del Novecento, opera di Antonio Cifrondi con l'ancona opera della bottega fantoniana.
voltaa crociera ospita gli affreschi raffiguranti i quattro evangelisti posti sui pennacchi mentre la parte inferiore raffigurano i dottori della chiesa. Alla base dei pennacchi vi sono gli stemmi araldici della famiglia committenti.
sagrestiapresenta nella parete a est la Madonna del latte con tre corone poste sopra la testa, san Quirini, san Lorenzo e san Vincenzo. L'edicola a sinistra ospita la pittura raffigurante sant'Antonio abate a sinistra e corrispondente a destra sant'Eligio. Nella parete a nord la Pietà con la Madonna, Gesù e santi. La volta della sagrestia ha costoloni decorati a candelabre dove è posta la scritta solo Cristo mantiene le promesse.